# Mirandolles bosvalk
Mirandolles bosvalk (Micrastur mirandollei) is een roofvogel uit de familie van de Falconidae (valkachtigen). Deze vogel is in 1862 nieuw beschreven door Hermann Schlegel en genoemd naar Mr. Charles François Mirandolle (1789-1841) die zijn verzameling van 250 opgezette vogels uit Suriname aan de koning schonk zodat ze in 's Rijks museum van Natuurlijke Historie in Leiden terechtkwamen. Het holotype maakte deel uit van die verzameling.

## Verspreiding en leefgebied
Deze soort komt voor van Costa Rica tot oostelijk Brazilië.

## Status
De grootte van de populatie is in 2019 geschat op 50.000-500.000 volwassen vogels. Op de Rode lijst van de IUCN heeft deze soort de status niet bedreigd.